# اچ‌ام‌اس دی۸
اچ‌ام‌اس دی۸ (به انگلیسی: HMS D8) یک زیردریایی بود که طول آن ۱۶۳٫۰ فوت (۴۹٫۷ متر) بود. این زیردریایی در سال ۱۹۱۱ ساخته شد.